# شهرستان زحله
ناحیه زحله (به عربی: قضاء زحلة) یک سکونتگاه مسکونی در لبنان است که در زحله، لبنان واقع شده‌است.

## خصوصیات
ناحیه زحله ۴۲۵ کیلومترمربع مساحت و ۳۰۰٬۰۰۰ نفر جمعیت دارد.